# نيتليتون (ميزوري)
نيتليتون هي منطقة فردية في مقاطعة كالدويل في ولاية ميزوري.

## التاريخ
فيها مكتب بريد يسمى نيتليتون تأسس في عام 1872، وبقي في العمل حتى عام 1980. وقد سميت بهذا الاسم نسبة إلى جورج نيتليتون رجل السكك الحديدية.